# Jelcz 005
Jelcz 005 – samochód pożarniczy wytwarzany przez Jelczańskie Zakłady Samochodowe na podwoziu samochodu ciężarowego Star 244L produkcji Fabryki Samochodów Ciężarowych w Starachowicach. Zgodnie z polskim systemem oznaczeń samochodów pożarniczych nosi oznaczenie GBA 2,5/16.

## Historia

### Geneza
Jelczańskie Zakłady Samochodowe produkowały samochody pożarnicze na podwoziu Star od 1958, kiedy to powstał Jelcz 001, oparty na podwoziu Stara 21. W kolejnych latach wraz z uruchomieniem produkcji nowych modeli Stara powstawały nowe samochody pożarnicze oznaczane kolejną cyfrą (oraz Jelcz 028, będący modyfikacją Stara A-25P, podwozie oznaczone A-26P).
Rozwój przemysłu na początku lat 70. XX wieku a szczególnie rozwój przemysłu petrochemicznego, chemicznego oraz drzewnego spowodował nowe zagrożenia pożarowe Posiadane wówczas pojazdy pożarnicze były przestarzałe. Na początku 1971 opracowano pierwsze założenia konstrukcyjne nowego średniego wozu bojowego.
26 czerwca 1971 wybuchł pożar w rafinerii w Czechowicach-Dziedzicach. Trudności jakie napotkały jednostki gaśnicze spowodowały, że władze Polskiej Rzeczypospolitej Ludowej podjęły dużą akcję unowocześniania straży pożarnej.
Równolegle ruszyła produkcja ciężkich samochód pożarniczych Jelcz 004 o znacznie lepszych parametrach. Wozy te były zbyt duże dla ochotniczych straży pożarnych, ale okazały się sukcesem w PSP.

### Budowa i eksploatacja
Pierwsze dwa prototypy zostały zaprezentowane już w 1972. Do ich budowy użyto prototypowego podwozia Star 244L wyposażonego w kabinę typu 642. Pod koniec 1974 powstał prototyp finalny. Oryginalna kolorystyka prototypów pojazdu składała się ze srebrnego „grilla”, loga „STAR” oraz trzech sztuk loga „Jelcz”, z czerwonych żaluzji, z czerwonych nadkoli oraz z czarnego zderzaka. Produkcja seryjna rozpoczęła się wprawdzie w 1975, lecz na szeroką skalę pojazdy zaczęły powstawać dopiero rok później. W latach 1975–1979 wyprodukowano 638 egzemplarzy pierwszej serii.
Pod koniec 1979 zarówno Star, jak i Jelcz dokonały zmian w modelu. Tak zmodernizowany pojazd został nazwany Jelcz 005 M. W nowszych egzemplarzach poprawił się komfort podróży oraz zwiększono możliwości działania autopompy poprzez zwiększenie zbiornika i zmniejszenie martwej strefy.
W 1983 ze względu na trudności w produkcji wystarczającej liczby pojazdów powstał Jelcz 008, będący uproszczoną wersją Jelcza 005. Pojazd ten różnił się wyposażeniem, przede wszystkim zastąpieniem autopompy motopompą. W 1987 dokonano kolejnej modernizacji Stara 244L, co spowodowało taką samą modernizację w Jelczu 005.

## Konstrukcja

### Podwozie
Podwozie pochodziło od Stara 244. Samochód był napędzany silnikiem wysokoprężnym typu S-359 o mocy 150 KM. Napędy był przenoszony przez pięciobiegową skrzynię biegów ZF S5-45.

### Nadwozie

#### Kabina kierownicza
Kabina również pochodziła ze Stara 244. W latach 1975–1987 była to kabina typu 642 natomiast później montowano kabinę typu 678.

#### Zabudowa
Zabudowa składała się z przedziału pasażerskiego, dla czterech członków załogi oraz przedziału roboczego, w którym znajdował się zbiornik stalowy na wodę o pojemności 2500 l oraz szafy na wyposażenie do gaszenia pożarów.

#### Wyposażenie
Standardowe wyposażenie pojazdu to:
- Wąż ssawny 110-2400 – 3 szt.
- Smok ssawny z koszem – 1 szt.
- Pływak – 1 szt.
- Stojak hydrantowy – 1 szt.
- Klucz hydrantowy podziemny – 1 szt.
- Klucz hydrantowy nadziemny – 1 szt.
- Linka do pływaka (0,8 m)- 1 szt.
- Linka do smoka (15 m)- 1 szt.
- Linka do węży ssawnych (20 m) – 1 szt.
- Węże tłoczne W75 (20 m) – 15 odc. (300 m)
- Węże tłoczne W75 (5 m) – 2 odc.
- Węże tłoczne W52 (20 m) – 8 odc. (160 m)
- Rozdzielacz 75 – 1 szt.
- Zbieracz 75/110
- Prądownica pianowa PP 2-12 – 1 szt.
- Prądownica pianowa PP 4-12 – 1 szt.
- Prądownica pianowa PPS-12 – 1 szt.
- Prądownica wodna uniwersalna 52 – 1 szt.
- Prądownica wodna zamykana 52 – 2 szt.
- Prądownica wodna zamykana 75 – 1 szt.
- Głowica mgłowa 16 – 1 szt.
- Głowica mgłowa 30 – 1 szt.
- Przełącznik 110/75 – 2 szt.
- Przełącznik 75/52 – 3 szt.
- Zasysacz liniowy Z-2 – 1 szt.
- Zasysacz liniowy Z-4 – 1 szt.
- Zasysacz liniowy Z-8 – 1 szt.
- Wąż do zasysacza (1,1m) – 1 szt.
- Torba wężowego, kpl. – 1 szt.
- Siodełko wężowe – 1 szt.
- Klucz do łączników – 2 szt.
- Mostek przejazdowy 52-75-52 – 2 szt.
- Podpinka do węży – 2 szt.
- Wytwornica pianowa WP2-75 – 2 szt.
- Wytwornica pianowa WP4-75 – 1 szt.
- Wiadro brezentowe – 2 szt.
- Gaśnica proszkowa G – 2 szt.
- Koc gaśniczy – 1 szt.
- Linka strażacka 30 m – 2 szt.
- Drabina wysuwana dwuprzęsłowa (DW-10/D10W) – 1 szt.
- Drabina słupkowa 3,1 m – 1 szt.
- Zbiornik składany 2500 l – 1 szt.
- Bosak lekki – 1 szt.
- Bosak podręczny – 1 szt.
- Topor ciężki – 1 szt.
- Łom – 1 szt.
- Piła poprzeczna – 1 szt.
- Pilarka spalinowa PS-190 – 1 szt.
- Widły trójzębne z trzonkiem – 2 szt.
- Rękawice lateksowe – 2 pary
- Rękawice azbestowe – 2 pary
- Buty gumowe wysokie – 2 pary
- Aparat oddechowy AP-3M z zapasowymi butlami – 2 kpl.
- Szperacz pogorzeliskowy z osprzętem – 1 szt.
- Szpadel – 2 szt.
- Latarka akumulatorowa z żarówką, akumulatorem i torbą – 3 kpl.
- Zestaw narzędzi dielektrycznych – 1 kpl.
- Radiostacja UKF-FM – 1 szt.
- Apteczka sanitarna – 1 szt.

## Popularne przezwiska
Jelcz 005 był pierwszym w PRL-u seryjnym samochodem pożarniczym, w którym zastosowano podnoszone do góry żaluzje z profili aluminiowych. Zawdzięcza temu większość ze swych popularnych przezwisk – najczęściej porównywano go do używanych wówczas samochodów do dystrybucji napojów gazowanych, które również oparte były na podwoziach ze Starachowic i posiadały swoiste „skrytki”, zamykane podciąganymi do góry plandekami. Stąd takie nazwy jak „Cola”, „Pepsi” i ich pochodne (Koka, Pepsa, Pepsianka). Innym, dość rozpowszechnionym przezwiskiem, była nawiązująca do tego samego motywu „Tarka”.